# كاورو (مصارعة محترفة)
كاورو (باليابانية: KAORU) هي مصارعة محترفة يابانية، ولدت في 9 فبراير 1969 في ساسيبو في اليابان.

## روابط خارجية
- كاورو على موقع WrestlingData.com (الإنجليزية)
- كاورو على موقع CageMatch worker (الإنجليزية)
- كاورو على موقع قاعدة بيانات المصارعة على الإنترنت (الإنجليزية)